# Barbie: The Album
Barbie: The Album es el álbum de banda sonora de la película de 2023 Barbie, dirigida por Greta Gerwig. Fue lanzado a través de Atlantic Records el 21 de julio de 2023, el mismo día del estreno de la película en cines norteramericanos. Fue apoyado por los sencillos «Dance the Night», «Barbie World», «Speed Drive», «What Was I Made For?» y «Choose Your Fighter». El álbum debutó en la posición número uno en Australia, Nueva Zelanda, los Países Bajos y el Reino Unido.
En la 66.ª edición de los premios Grammy, el álbum fue nominado a la mejor banda sonora para medio visual, mientras que cuatro de sus canciones («Dance the Night», «Barbie World», «What Was I Made For?» y «I'm Just Ken») recibieron nominaciones a la mejor canción escrita para medios visuales. Además, «Dance the Night» y «What Was I Made For?» fueron nominadas a canción del año y esta última a grabación del año.

## Antecedentes
El 25 de mayo de 2023, Rolling Stone anunció que la banda sonora de Barbie sería producida por Mark Ronson e incluiría canciones originales de Ava Max, Charli XCX, Dominic Fike, Dua Lipa, Fifty Fifty, Gayle, Haim, Ice Spice, Kaliii, Karol G, Khalid, Lizzo, Nicki Minaj, PinkPantheress, Ryan Gosling, Tame Impala y The Kid Laroi, con más artistas por anunciar. Esa noche, se lanzó la lista parcial de canciones de la banda sonora.
Billie Eilish y Sam Smith fueron anunciados como los artistas sorpresa de la banda sonora el 6 y 10 de julio, respectivamente.

## Producción
Antes de firmar con el proyecto de Barbie, el productor Mark Ronson recibió un mensaje de texto de su amigo, el productor greco-estadounidense George Drakoulias, que simplemente decía: «¿Barbie?». Antes de que pudieran comenzar los ensayos de Barbie dentro de dos semanas, la directora Greta Gerwig necesitaba una canción disco que formara la base de un número de baile altamente coreografiado. Le envió a Ronson una lista de reproducción de lo que tenía en mente para la banda sonora —«música de placer culpable» o «pop de pelotón»— incluidas canciones de Andrea True Connection y Xanadu. Ronson y su colega Andrew Wyatt crearon una pista de acompañamiento que a Gerwig le encantó y usó para los ensayos de baile del elenco. Esta canción luego se convertiría en «Dance the Night» de Dua Lipa.
En el transcurso de un año, Ronson se encargó de seleccionar una banda sonora que coincidiera con la visión de Gerwig para Barbie. Mientras se editaba la película en posproducción, Ronson y Gerwig mostraban escenas de la película a los artistas que querían en la banda sonora. Ronson dijo que, «Todos miraban la escena y regresaban una o dos semanas después, y llegaban exactamente al corazón de todo lo que estábamos tratando de hacer».
En abril de 2022, el mánager de Aqua, Ulrich Møller-Jørgensen, confirmó que el éxito de la banda de 1997, «Barbie Girl», no se incluiría en la banda sonora de la película. Sin embargo, la actriz Margot Robbie, que interpreta a Barbie, supuestamente le rogó a Gerwig que incluyera la canción en la película, y Gerwig le aseguró a Robbie que encontraría una manera de incorporar la canción de «una manera genial». Nicki Minaj y Ice Spice firmaron para interpretar una remezcla de la canción para la banda sonora, titulada «Barbie World». Aqua está acreditada como coautores e intérpretes en la pista.

## Lanzamiento
Barbie: The Album fue lanzado el 21 de julio de 2023. Además de varias variantes de discos de vinilo y cintas de casete que se ofrecen en el sitio web oficial de la banda sonora, el álbum también se lanzó en colores y diseños exclusivos para Target, Walmart, Barnes & Noble, Amazon, Hot Topic y Urban Outfitters. Antes del lanzamiento de la banda sonora, el 18 de julio se llevaron a cabo eventos para escuchar el álbum en tiendas de discos seleccionadas en los Estados Unidos, América Latina y Europa.

### Sencillos
El 22 de mayo de 2023, Dua Lipa anunció que su sencillo «Dance the Night», sería lanzado el 26 de mayo a la medianoche de acuerdo con la hora estándar del Reino Unido. El videoclip que lo acompaña también fue lanzado ese día e incluyó un cameo de Gerwig. Ronson compartió una captura de pantalla de un mensaje directo que le envió a Lipa en Instagram en 2022, pidiéndole que coescribiera e interpretara una canción en la banda sonora para un «enorme número de baile de 60 personas», que luego se convertiría en «Dance the Night». La canción alcanzó las posiciones número 4 y número 25 en la lista de sencillos del Reino Unido y en la lista estadounidense Billboard Hot 100, respectivamente.
Una semana después, el 2 de junio, la cantante colombiana Karol G lanzó el primer sencillo promocional de la banda sonora, «Watati». La canción cuenta con la participación del músico panameño Aldo Ranks. Rolling Stone informó que Karol G había visitado el estudio de Ronson para ver escenas de la película el 15 de abril de 2023, el mismo día que actuó en Saturday Night Live. El videoclip que acompaña a la canción fue lanzado el 15 de junio. El 9 de junio, la cantante inglesa PinkPantheress lanzó su canción «Angel» como el segundo sencillo promocional de la banda sonora.
El 10 de junio, la rapera trinitense Nicki Minaj y la rapera estadounidense Ice Spice anunciaron que su canción «Barbie World» sería lanzado el 23 de junio como el segundo sencillo de la banda sonora. El sencillo remezcla la canción de 1997 de Aqua «Barbie Girl», razón por la cual la banda está acreditada como intérpretes. El videoclip, que presenta a Barbie como Minaj y Ice Spice, también se lanzó el 23 de junio. «Barbie World» debutó en la posición número 7 en la Billboard Hot 100 y alcanzó el puesto número 5 en la lista de sencillos del Reino Unido.
El 29 de junio, la cantante inglesa Charli XCX lanzó su canción «Speed Drive», la cual fue enviada a la radio italiana el 30 de junio como el tercer sencillo de la banda sonora. La canción alcanzó la posición número 19 en la lista de sencillos del Reino Unido. El 6 de julio, el grupo femenino coreano Fifty Fifty lanzó «Barbie Dreams» como el tercer sencillo promocional de la banda sonora. La canción cuenta con la participación de la rapera estadounidense Kaliii. Debido a conflictos entre el grupo y su agencia, Attrakt, la filmación del videoclip de la canción fue cancelada.
La cantante estadounidense Billie Eilish fue revelada como la primera artista sorpresa de la banda sonora el 6 de julio. Ese mismo día, anunció que su canción «What Was I Made For?» sería lanzada como el cuarto sencillo de la banda sonora el 13 de julio junto con su videoclip acompañante. La canción alcanzó el puesto número 34 en la Billboard Hot 100 y el número 3 en la lista de sencillos del Reino Unido.
El 10 de julio, la celebridad inglesa profesional en el canto y la segunda persona participante sorpresa de la banda sonora Sam Smith anunció que su canción «Man I Am» sería lanzada junto con el álbum como el cuarto sencillo promocional el 21 de julio. La canción alcanzó el puesto número 58 en la lista de sencillo del Reino Unido. El 28 de junio, «Choose Your Fighter» de la cantante estadounidense Ava Max fue enviada a la radio italiana como el quinto sencillo de la banda sonora, entrando en la lista de sencillos del Reino Unido en la posición número 90.

### Best Weekend Ever Edition
El mismo día que el lanzamiento de la banda sonora, una versión de «Closer to Fine» de Indigo Girls interpretada por Brandi Carlile y su esposa Catherine Carlile y una versión de «Push» de Matchbox Twenty interpretada por Ryan Gosling fueron lanzadas como parte de la edición de lujo de la banda sonora, titulada Best Weekend Ever Edition.

## Recepción crítica
Barbie: The Album recibió una puntuación de 65 sobre 100 en el agregador de reseñas Metacritic basado en las reseñas de nueve críticos, lo que indica una recepción «generalmente favorable». Muchos críticos citaron la diversidad de sonido del álbum. Jim Pollock de AP News señaló: «La banda sonora funciona porque los colaboradores entendieron la tarea. Colectivamente, entregan una casa de ensueño de canciones que son al menos un poco mejores de lo que deberían ser. Las pistas tienen éxito como elementos cinematográficos y como canciones independientes. El resultado es un complemento digno y bailable de la banda sonora clásica de Saturday Night Fever de una generación anterior». Por el contrario, algunos críticos sintieron que el álbum carecía de coherencia. Adam White de The Independent llamó a la banda sonora «errática» y señaló que temas como «Home» de Haim y «What Was I Made For?» de Billie Eilish se sintieron «como un par de Negative Nancys que aparecen para arruinar tu fiesta de cumpleaños».
Algunos críticos han subrayado que se trata de una operación comercial y no artística. Shaad D'Souza de The Guardian encontró en el proyecto una «unión de arte y publicidad» al escribir que «deja en claro que hay listas que superar, metas que alcanzar y, por supuesto, muñecas que vender» creyendo que «alguien como el director de PC Music y colaborador de Beyoncé, A. G. Cook, podría haber hecho por el álbum lo que Gerwig supuestamente ha hecho por su película, trayendo el patetismo existencialista y autorreferencial al arte convencional». D'Souza también señala que es una «muy buena promoción para muchas de las A-listers pop firmadas con Warner Music Group (Dua Lipa, Lizzo, Charli XCX), así como para algunas de las C-listers (Gayle, Ava Max)».
Las críticas negativas también sintieron que el álbum contenía varios eslabones débiles. Fuera de «algunas selecciones lindas» como «Angel» de PinkPantheress y «Dance the Night» de Dua Lipa, Cat Zhang de Pitchfork declaró que «estos productos desechables en gran medida deberían dejarse en el estante». Tomás Mier de Rolling Stone declaró que «Silver Platter» de Khalid y «Forever & Again» de The Kid Laroi «se sintieron fuera de lugar en el disco y [no] mejoraron la porción del Kendom del LP». Madeline Roth de The Daily Beast escribió: «No es tan excelente ni tan afinado como podría haber sido, gracias a algunos intrusos arrestados, pero hay mucho para disfrutar a medida que avanza el verano de Barbie». Alex Rigotti de NME escribió: «La banda sonora tiene algunos altibajos maravillosos y algunos bajos miserables, pero, de nuevo, no todo es color de rosa en Barbie Land».
En una reseña de la película, Courtney Howard de The A.V. Club escribió: «El paisaje sonoro pop de Mark Ronson y Andrew Wyatt refuerza la atmósfera sintética en Barbie Land, pero enhebran la aguja a la perfección en el Mundo Real, combinando temas musicales de la balada de Billie Eilish 'What Was I Made For?' para aterrizar los momentos palpablemente conmovedores».

## Lista de canciones
| Barbie: The Album |                                                                    | |                                          |          |  |
| N.º               | Título                                                             | Escritor(es) | Productor(es)                            | Duración |  |
| 1.                | «Pink» (interpretada por Lizzo)                                    | Melissa Jefferson Andrew Wyatt Eric Frederic Mark Ronson | Andrew Wyatt Ricky Reed Mark Ronson      | 2:23     |  |
| 2.                | «Dance the Night» (interpretada por Dua Lipa)                      | Dua Lipa Caroline Ailin Ronson Wyatt | Picard Brothers Ronson Wyatt             | 2:56     |  |
| 3.                | «Barbie World» (interpretada por Nicki Minaj y Ice Spice con Aqua) | Naija Gaston Onika Maraj Claus Norreen Lene Nystrøm René Dif Søren Rasted Ephrem Louis Lopez Jr. Johnny Pederson Karsten Dahlgaard                                                                        | RiotUSA                                  | 1:49     |  |
| 4.                | «Speed Drive» (interpretada por Charli XCX)                        | Charlotte Aitchison David James Parker Ewart Everton Brown Fabian Peter Torsson Finn Keane Joakim Frans Åhlund Klas Frans Åhlund Michael Chapman Nicholas Chinn Patrik Knut Arve Sylvia Robinson          | Easyfun                                  | 1:57     |  |
| 5.                | «Watati» (interpretada por Karol G con Aldo Ranks)                 | Carolina Giraldo Aldo Vargas Daniel Oviedo | Ovy on the Drums                         | 2:46     |  |
| 6.                | «Man I Am» (interpretada por Sam Smith)                            | Sam Smith Frederic Ronson | Reed Ronson                              | 3:07     |  |
| 7.                | «Journey to the Real World» (interpretada por Tame Impala)         | Kevin Parker | Ronson                                   | 1:27     |  |
| 8.                | «I'm Just Ken» (interpretada por Ryan Gosling)                     | Ronson Wyatt | Ronson Wyatt                             | 3:42     |  |
| 9.                | «Hey Blondie» (interpretada por Dominic Fike)                      | Dominic Fike Henry Kwapis Ronson Ryan Raymond Raines | Ronson                                   | 2:21     |  |
| 10.               | «Home» (interpretada por Haim)                                     | Alana Haim Danielle Haim Este Haim Rostam Batmanglij | Danielle Haim Rostam                     | 3:46     |  |
| 11.               | «What Was I Made For?» (interpretada por Billie Eilish)            | Billie Eilish O'Connell Finneas O'Connell | Finneas Ronson Wyatt                     | 3:42     |  |
| 12.               | «Forever & Again» (interpretada por The Kid Laroi)                 | Charlton Howard Billy Walsh Louis Bell Wyatt | Louis Bell Wyatt                         | 2:19     |  |
| 13.               | «Silver Platter» (interpretada por Khalid)                         | Khalid Robinson Chase Worrell Denis Kosiak Jason Kellner | Chase Worrell Denis Kosiak Jason Kellner | 2:45     |  |
| 14.               | «Angel» (intepretada por PinkPantheress)                           | PinkPantheress Michael Tucker Count Baldor | PinkPantheress BloodPop Count Baldor     | 2:03     |  |
| 15.               | «Butterflies» (interpretada por Gayle)                             | Taylor Gayle Rutherford Anthony Kiedis Bret Mazur Chad Smith John Frusciante Michael Balzary Reed Berin Seth Binzer                                                                                       | Reed Berin                               | 2:16     |  |
| 16.               | «Choose Your Fighter» (interpretada por Ava Max)                   | Amanda Ava Koci Hery Walter Madison Love Michael Pollack | Cirkut                                   | 2:17     |  |
| 17.               | «Barbie Dreams» (interpretada por Fifty Fifty con Kaliii)          | James Samuel Harris III Jbach Kaliya Ashley Ross Marc Raymond Ernest Sibley Melissa Faith Storwick Michael Caren Nathan Cunningham Nicholaus Joseph Williams Randall Hammers Terry Lewis Tramaine Winfrey | Space Primates                           | 2:29     |  |
| 44:05             |                                                                    | |                                          |          |  |

| Barbie: The Album (Best Weekend Ever Edition) |                                                                        |                          |                                |          |  |
| N.º                                           | Título                                                                 | Escritor(es)             | Productor(es)                  | Duración |  |
| 18.                                           | «Push» (interpretada por Ryan Gosling)                                 | Matt Serletic Rob Thomas | George Drakoulias Ronson Wyatt | 3:23     |  |
| 19.                                           | «Closer to Fine» (interpretada por Brandi Carlile y Catherine Carlile) | Amy Ray Emily Saliers    | Brandi Carlile                 | 5:52     |  |
| 53:20                                         |                                                                        |                          |                                |          |  |

## Créditos y personal
Todos los créditos están adaptados de las notas del álbum.
| - Mark Ronson – productor de la banda sonora, bajo (1, 8–9), guitarra (1–2), sintetizadores (1, 8–9), arreglos orquestales (1, 11), piano Rhodes (pista 2), producción adicional (pista 11). - Kevin Weaver – productor de la banda sonora, piano (pista 1), sintetizadores (pista 1), arreglo orquestal (pista 1) - Brandon Davis – productor de la banda sonora - Greta Gerwig – productora ejecutiva de la banda sonora - George Drakoulias – productor ejecutivo de la banda sonora - Brandon Creed – coproductor de la banda sonora - Joseph Khoury – coproductor de la banda sonora - Randy Merrill – masterización - Questlove – batería (pista 1) - Aaron Draper – percusión (pista 1) - Andrew Wyatt – piano (pista 1), sintetizadores (1–2, 8), bajo (pista 2), coros (pista 8), arreglo coral (pista 8), producción adicional (pista 11), arreglo orquestal (pista 11) - Dave Guy – trompeta (pista 1) - Michael Leonhart – trompeta (pista 1) - Ray Mason – trombón (pista 1) - Ian Hendrickson-Smith – saxofón (pista 1) - MJ Buckley – saxofón (pista 1) - Ricky Reed - programación de batería (1, 6), Moog Taurus (pista 1), piano (pista 6), sintetizadores (pista 6), guitarra (pista 6) - Matt Dunkley – arreglos orquestales (1, 8) - Daniel Escobar – ingeniería (pista 1) - Ethan Shumaker – ingeniería (1, 6) - Jens Jungkurth – ingeniería (pista 1) - Manny Marroquin – mezcla (1, 4, 6, 10, 12) - Manhattan Center Orchestra – orquesta (1-2, 8) - Cameron Gower-Poole – producción vocal (pista 2), ingeniería (pista 2) - Caroline Ailin – coros (pista 2) - Picard Brothers – teclados (pista 2), programación (pista 2), producción adicional (pista 8) - Brandon Bost – programación (2, 8), ingeniería (2, 8–9) - Jake Ferguson – asistente de ingeniería (2, 8–9) - Serban Ghenea – mezcla (2–3, 16) - Bryce Bordone – asistente de ingeniería de mezcla (2–3, 16) - Aubry «Big Juice» Delaine – producción adicional (pista 3), ingeniería vocal de Nicki Minaj (pista 3) - Rob Kinelski – mezcla (5, 11) - Eli Heisler – asistente de mezcla (5, 11) - Dave Odlum – ingeniero vocal de Sam Smith (pista 6) - Kevin Parker – grabación (pista 7), mezcla (pista 7) - Slash – guitarra solista (pista 8), guitarra rítmica (pista 8) - Wolfgang Van Halen – guitarra rítmica (pista 8) | - Josh Freese – batería (pista 8) - Mike Richiuti – piano (pista 8) - Roger Manning – sintetizadores (pista 8) - Geoff Foster – ingeniería de grabación del coro masculino (pista 8) - Peter Cobbin – ingeniería de sonido (pista 8), coro femenino (pista 8) - Kirsty Whalley - ingeniero de grabación (pista 8), coro femenino (pista 8) - Daniel Hayden – grabación de Pro Tools (pista 8) - Alex Venguer – grabación de la orquesta de EE.UU. (pista 8), ingeniería de grabación de piano (pista 8) - Ben Parry – director del coro (pista 8) - Ricky Damian – ingeniería (pista 8) - Mike Clink – grabación de Slash (pista 8) - Tom Elmhirst – mezcla (8–9) - Adam Hong – ingeniería de mezcla (8-9) - Abbey Road Studios Orchestra – orquesta (pista 8) - Ryan Raines – coproducción (pista 9), batería (pista 9), percusión (pista 9) - Henry Kwapis – coproducción (pista 9), teclados (pista 9), guitarra (pista 9), programación (pista 9) - Dominic Fike – voz (pista 9), guitarra acústica (pista 9) - John Muller – ingeniería (pista 9) - Dani Pérez – asistente de ingeniería (pista 9) - Este Haim – voz (pista 10), bajo (pista 10) - Alana Haim – voz (pista 10), guitarra (pista 10) - Rostam Batmanglij – programación de batería (pista 10), bajo de sintetizador (pista 10), piano (pista 10), sintetizadores (pista 10), guitarra de 12 cuerdas (pista 10), arreglo de cuerdas (pista 10), ingeniería (pista 10). - Gabe Noel – violonchelo (pista 10) - Jake Hallenbeck – sintetizadores (pista 10) - Joey Messina-Doerning – ingeniería (pista 10) - Lauren Marquez – ingeniería (pista 10) - Nick Noneman – ingeniería (pista 10) - Billie Eilish – producción vocal (pista 11), ingeniería (pista 11), voces (pista 11), sintetizadores (pista 11) - Finneas – ingeniería (pista 11), piano (pista 11), sintetizadores (pista 11), bajo eléctrico (pista 11), percusión (pista 11), arreglos vocales (pista 11) - Louis Bell – programación (pista 12) - James Keeley – ingeniería (pista 13) - John Wilkenson Derisme – bajo (pista 13) - Denis Kosiak – mezcla (pista 13) - Jonny Breakwell – mezcla (pista 14) - Andrew Grasso – batería (pista 15) - Chris Condon – ingeniería de batería (pista 15), guitarra (pista 15) - Pedro Calloni – mezcla (pista 15) |

## Posicionamiento en listas
| Listas (2023)                       | Mejor posición |
| ----------------------------------- | -------------- |
| Alemania (Offizielle Top 100)       | 6              |
| Australia (ARIA)                    | 1              |
| Austria (Ö3 Austria)                | 5              |
| Bélgica (Ultratop Flandes)          | 4              |
| Bélgica (Ultratop Valonia)          | 3              |
| Canadá (Canadian Albums)            | 1              |
| Dinamarca (Hitlisten)               | 14             |
| España (PROMUSICAE)                 | 5              |
| Estados Unidos (Billboard 200)      | 2              |
| Estados Unidos (Soundtrack Albums)  |                |
| Finlandia (Suomen virallinen lista) | 25             |
| Francia (SNEP)                      | 3              |
| Irlanda (Irish Compilation Albums)  | 1              |
| Hungría (MAHASZ)                    | 7              |
| Islandia (Plötutíðindi)             | 13             |
| Italia (FIMI)                       | 13             |
| Japón (Oricon Digital Albums)       | 48             |
| Lituania (AGATA)                    | 28             |
| Nigeria (TurnTable Top 50)          | 45             |
| Noruega (VG-lista)                  | 12             |
| Nueva Zelanda (RMNZ)                | 1              |
| Países Bajos (Album Top 100)        | 1              |
| Polonia (ZPAV)                      | 18             |
| Reino Unido (UK Compilation Albums) | 1              |
| Reino Unido (UK Soundtrack Albums)  | 1              |
| República Checa (ČNS IFPI)          | 3              |
| Suecia (Sverigetopplistan)          | 57             |
| Suiza (Schweizer Hitparade)         | 3              |

## Historial de lanzamiento
| Región | Fecha                    | Formato(s)                              | Edición                   | Discográfica | Ref.          |
| ------ | ------------------------ | --------------------------------------- | ------------------------- | ------------ | ------------- |
| Varios | 21 de julio de 2023      | Casete CD descarga digital LP streaming | Estándar                  | Atlantic     | [ 90 ] [ 91 ] |
| Varios | 21 de julio de 2023      | CD                                      | Ken: The Album            | Atlantic     | [ 92 ]        |
| Varios | 21 de julio de 2023      | Descarga digital streaming              | Best Weekend Ever Edition | Atlantic     | [ 93 ]        |
| Varios | 11 de agosto de 2023     | CD                                      | Best Weekend Ever Edition | Atlantic     | [ 94 ]        |
| Varios | 22 de septiembre de 2023 | LP                                      | Reedición                 | Atlantic     | [ 95 ]        |